# ノエミ・ルヴォヴスキ
ノエミ・ルヴォヴスキ（Noémie Lvovsky、1964年12月14日 - ）は、フランスの映画監督、脚本家、女優である。

## 経歴
1964年12月14日、パリに生まれる。1994年、『私を忘れて』で長編映画監督デビュー。1999年には『人生なんて怖くない』を監督する。2007年、ヴァレリア・ブルーニ・テデスキ監督の『女優』に出演する。2012年の『カミーユ、恋はふたたび』では監督、脚本、出演を務めた。

## フィルモグラフィー

### 映画
- 私を忘れて（1994年） - 監督
- 彷徨う心（1996年） - 脚本
- L.S.D（1996年） - 脚本
- 人生なんて怖くない（1999年） - 監督・脚本
- ぼくの妻はシャルロット・ゲンズブール（2001年） - 出演
- キングス&クイーン（2004年） - 出演
- 女優（2007年） - 脚本・出演
- メゾン ある娼館の記憶（2011年） - 出演
- スカイラブ（2011年） - 出演
- カミーユ、恋はふたたび（2012年） - 監督・脚本・出演
- マリー・アントワネットに別れをつげて（2012年） - 出演
- マチルド、翼を広げ（2017年）- 監督・脚本・出演